# Torre Orsaia
Torre Orsaia es una ciudad y municipio (en italiano, comune) de la Provincia de Salerno en la región italiana de la Campania.

## Evolución demográfica
| Gráfica de evolución demográfica de Torre Orsaia entre 1861 y 2001 |
|                                                                    |
| Fuente ISTAT - elaboración gráfica de Wikipedia                    |